# Anning Paterae
Le Anning Paterae sono una struttura geologica della superficie di Venere.